# NGC 2321
NGC 2321 (również PGC 20141 lub UGC 3663) – galaktyka spiralna z poprzeczką (SBa), znajdująca się w gwiazdozbiorze Rysia. Odkrył ją 18 grudnia 1849 roku George Stoney – asystent Williama Parsonsa.